# ساکشی پرادان
ساکشی پرادان (به انگلیسی: Sakshi Pradhan) (زاده ۱۲ اوت ۱۹۹۰) بازیگر و مدل هندی است.
از کارهای معروف او می‌توان به بازی در فیلم ام‌آر-۹ و دوستی ۲ اشاره کرد.